# SN 2005jr
SN 2005jr – supernowa typu IIn odkryta 30 października 2005 roku w galaktyce A010012+0020. W momencie odkrycia miała maksymalną jasność 22,10m.